# Manolates

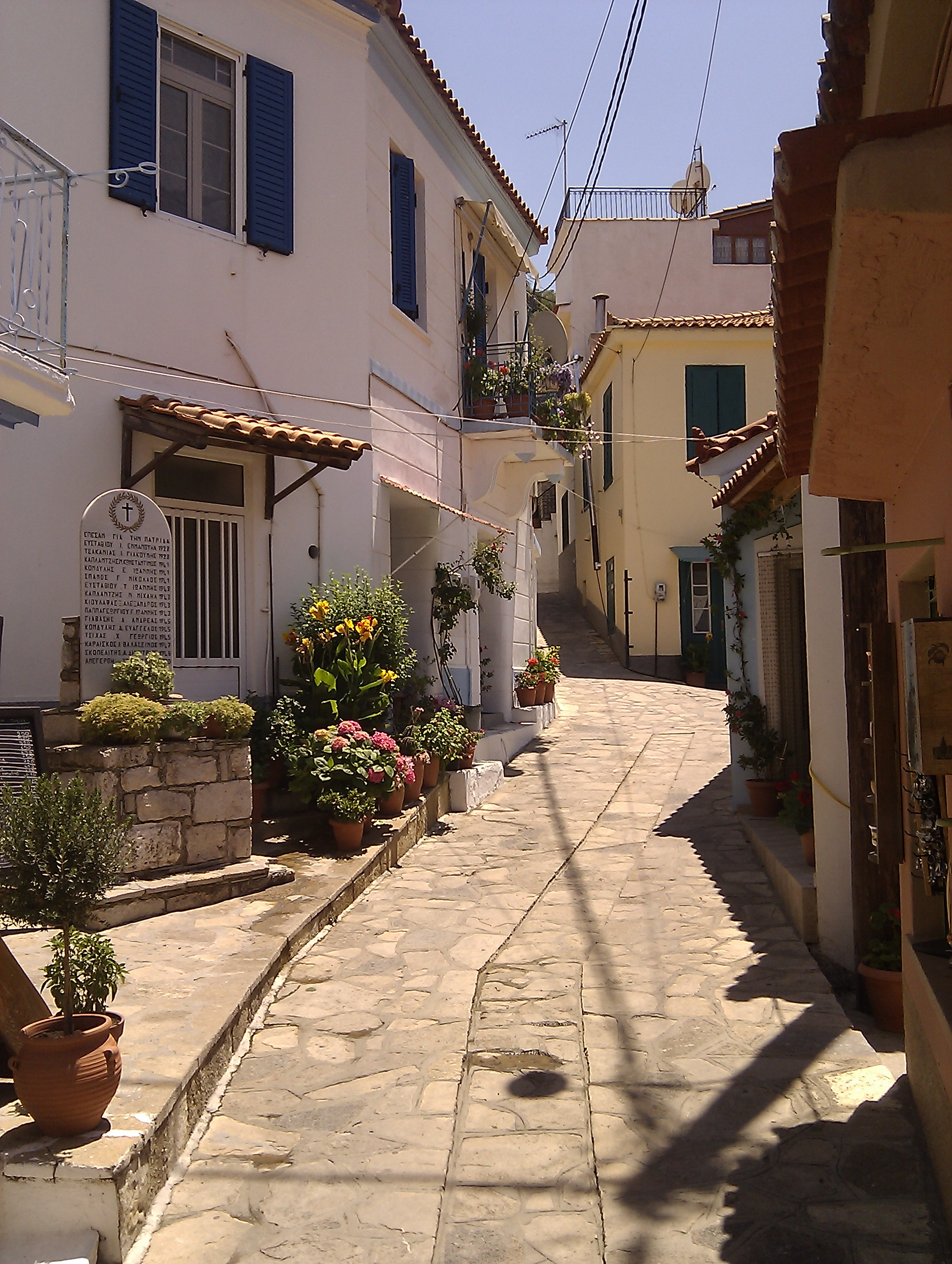
In Manolates, Samos (2011)

Das Dorf Manolates (griechisch Μανολάτες (m. pl.)) liegt im Norden der griechischen Insel Samos etwa 2 km westlich von Vourliotes und knapp 2,5 km südlich von Agios Konstantinos am Nordhang des Ambelos-Gebirges in etwa 400 m Höhe.
Zur Zeit der Hegemonie war Manolates ein Dorf der Exi Gitonies (Έξι Γειτονιές ‚Sechs Nachbarschaften‘) und wurde mit dem Anschluss von Samos an Griechenland 1913 selbständig.
Wie auch für die anderen Dörfer im Norden des Ambelos-Gebirges ist der Weinanbau die Haupteinkommensquelle der Einwohner. Weitere Einkünfte bringen Baumkulturen wie Kirschen, Äpfel, Nüsse und Edelkastanien.
Mit der Umsetzung der Gemeindereform nach dem Kapodistrias-Programm im Jahr 1997 erfolgte die Eingliederung von Manolates in die Gemeinde Vathy. Nach dem Zusammenschluss der ehemaligen Gemeinden der Insel nach der Verwaltungsreform 2010 zur Gemeinde Samos (Δήμος Σάμου Dímos Sámou), zählt der Ort durch die Korrektur 2019 in zwei Gemeinden zur Gemeinde Anatoliki Samos.
Einwohnerentwicklung von Manolates
| Name       | griechischer Name | 1913 | 1920 | 1928 | 1940 | 1951 | 1961 | 1971 | 1981 | 1991 | 2001 | 2011 |
| ---------- | ----------------- | ---- | ---- | ---- | ---- | ---- | ---- | ---- | ---- | ---- | ---- | ---- |
| Manolates  | Μανολάτες         | 426  | 393  | 458  | 469  | 395  | 375  | 266  | 201  | 167  | 131  | 131  |
| Margarites | Μαργαρίτες        | 70   | 23   | 27   | -    |      |      |      |      |      | 6    | 0    |
| Gesamt     | Gesamt            |      | 416  | 485  | 469  | 395  | 375  | 266  | 201  | 167  | 137  | 131  |